# フモトスミレ
フモトスミレ（麓菫、学名：Viola sieboldii Maxim.）は、スミレ科スミレ属に分類される小形の多年草の1種。学名の種小名（sieboldii）は、ドイツ人のシーボルトに由来する。学名のシノニムの種小名（pumilio）は、「こびと」を意味する。和名は、山の麓などに生育することが多いことに由来する。

## 特徴
地下茎は短い。無茎性のスミレで、高さ4-6 cm。葉は長さ1-3 cmで卵形または広卵形、基部は心形、低い鋸歯がある。表面には普通毛があり、しばしば葉脈に沿って白斑がありフイリフモトスミレと呼ばれることがある。裏面は紫色を帯びる。葉柄は2-5 cmと長い。花は白色で直径7-10 mmと小さく、上弁は反り返る。側弁にはふつう毛があり、まれに無毛。唇弁の基部に短い毛がある。唇弁は他の弁より短く、幅が狭く、紫色の条が入る。距は2-3 mm。花柄は高さ4-7 cm。萼片は広披針形萼。花期は4-5月。

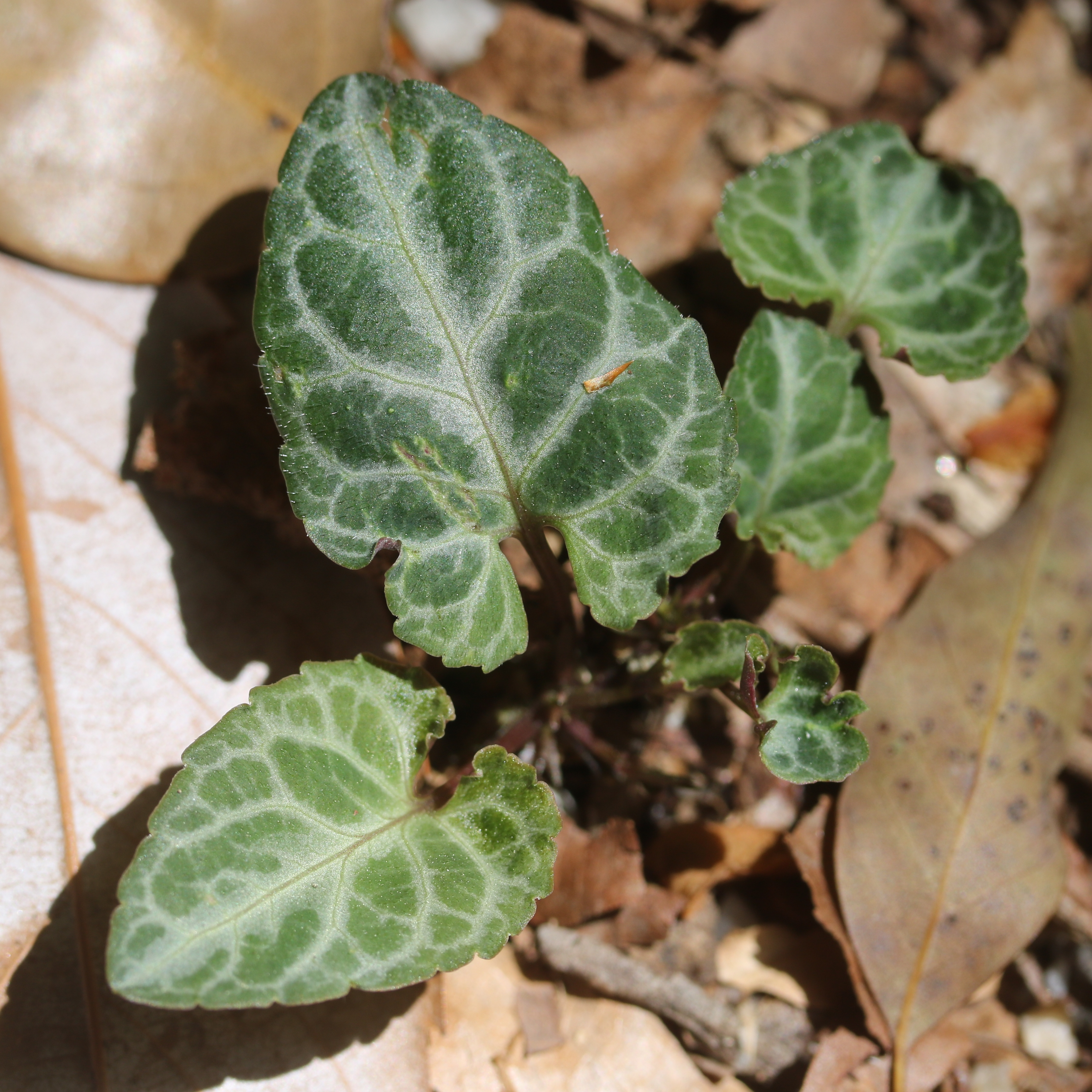
葉脈に沿って白斑がある葉
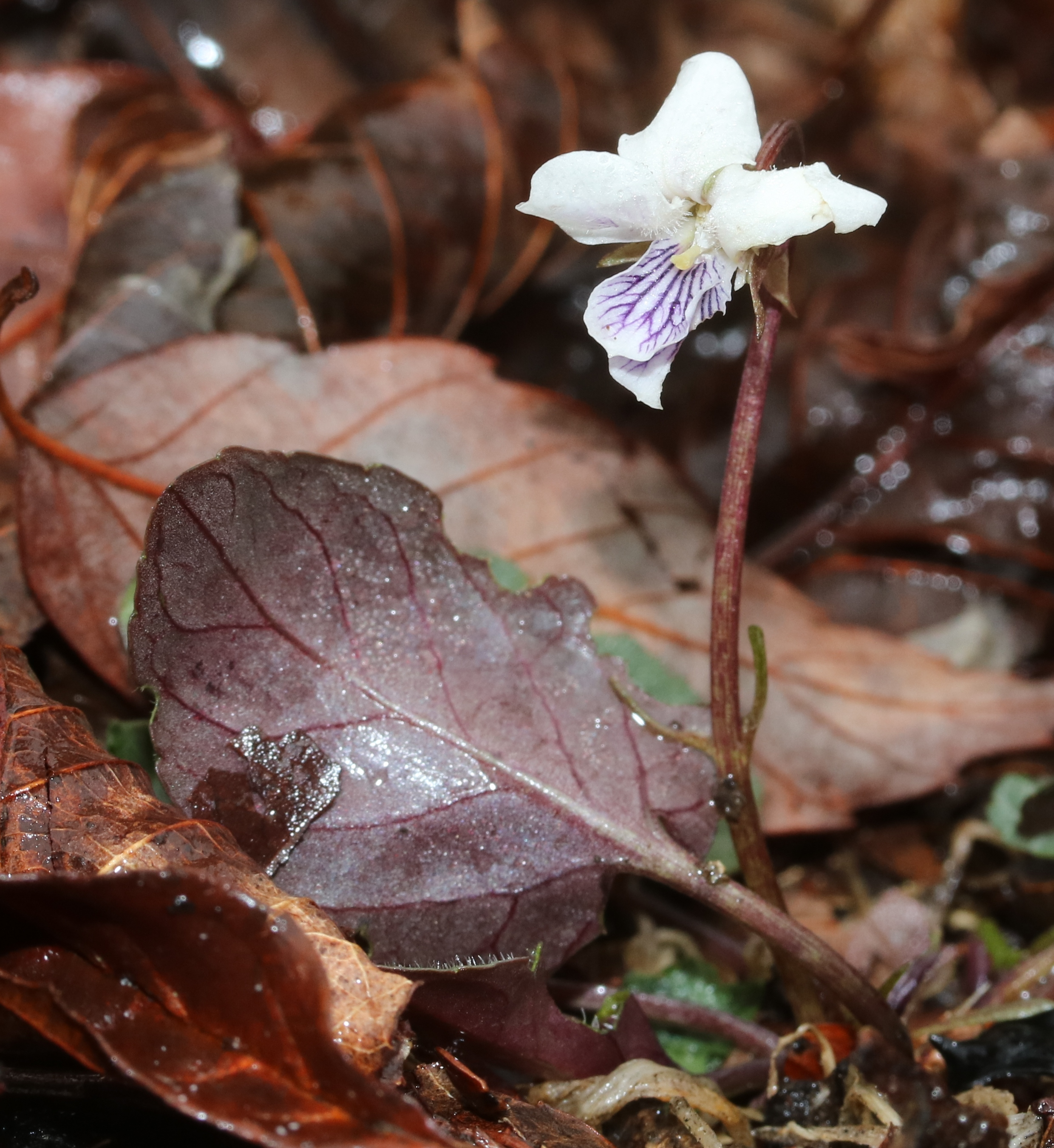
葉の裏面は紫色を帯びる
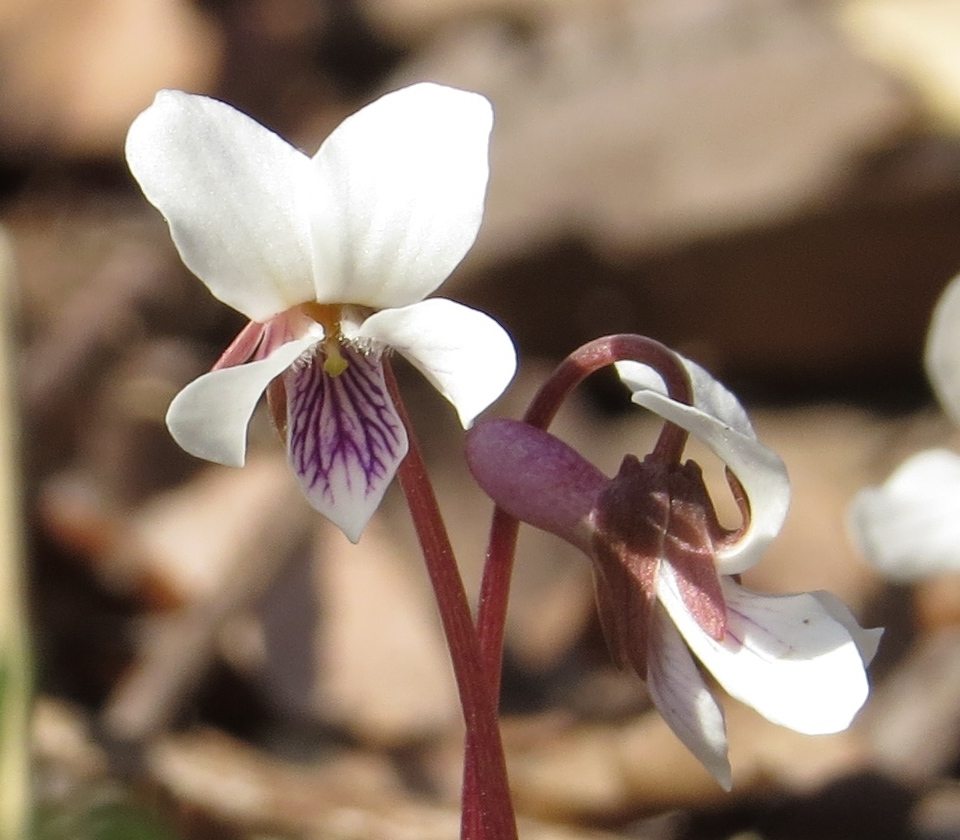
白色の花で、唇弁には紫色の条が入る
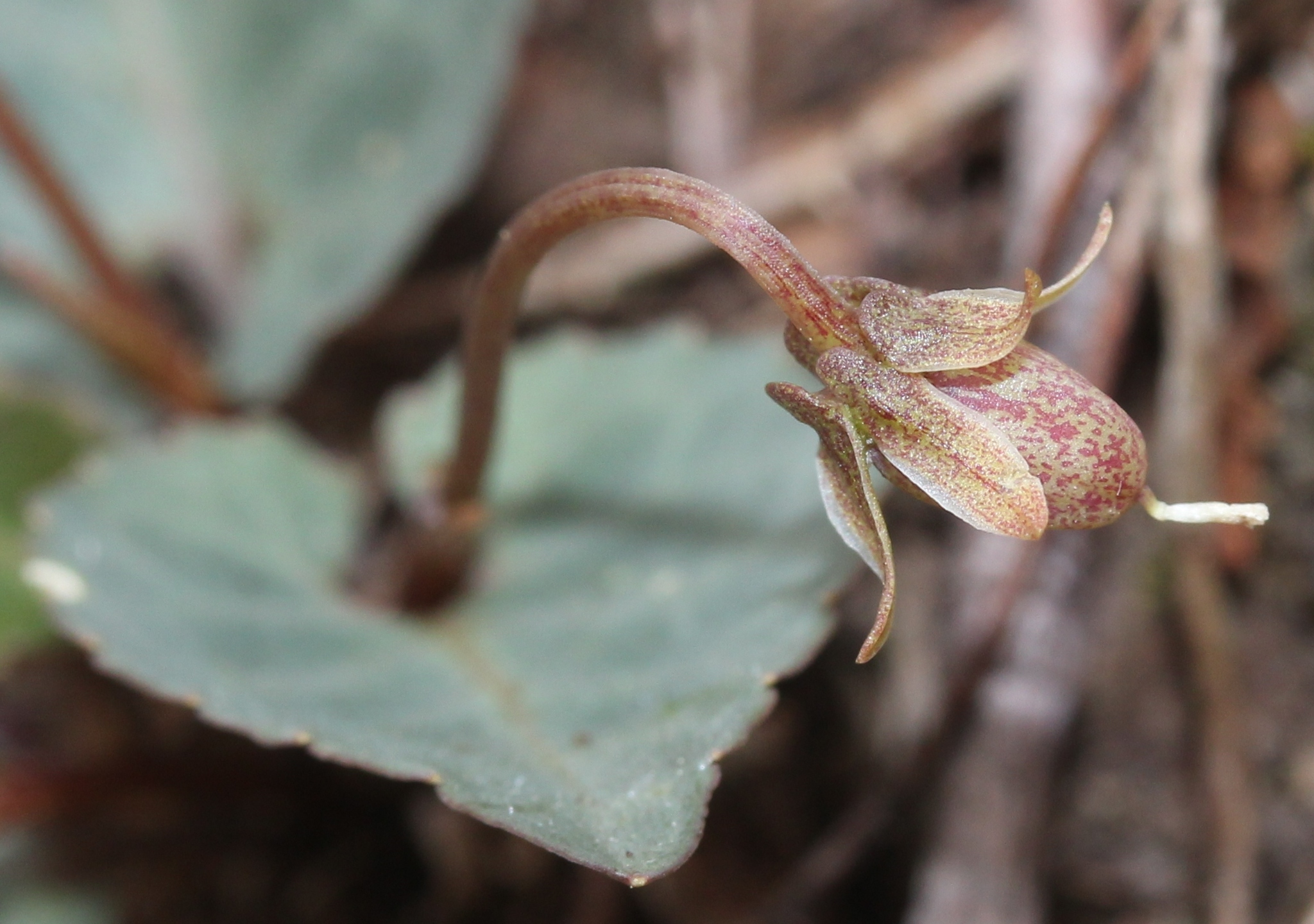
果実

## 分布と生育環境

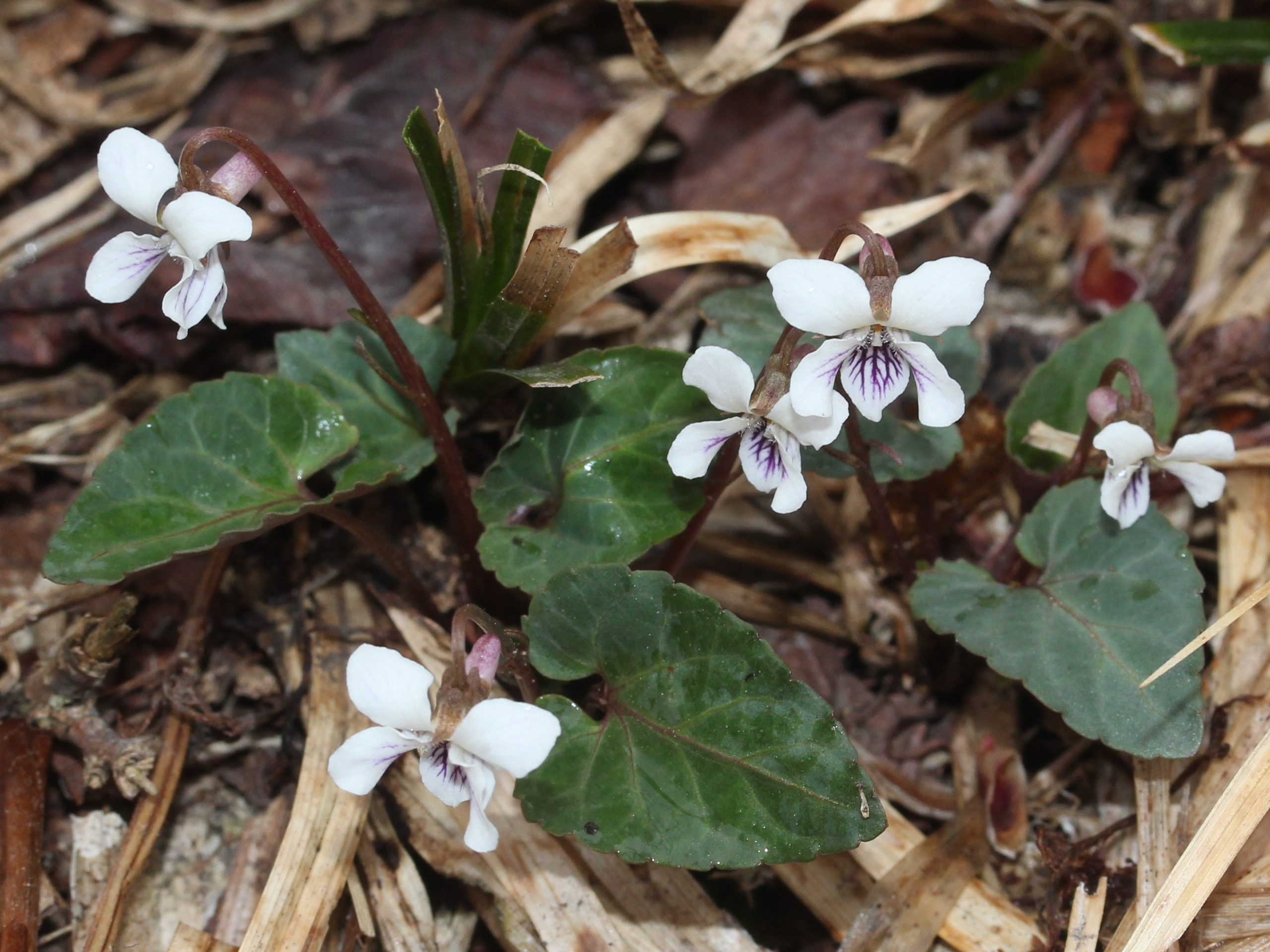
低山地上の林下に生育するフモトスミレ

日本の固有種。本州（岩手県以西）、四国、九州に分布する。太平洋側の北限は岩手県奥州市、日本海側の北限は山形県酒田市。
温帯から暖帯のやせた低山地のやや乾いた林や日当たりのよい丘陵地の草地などに生育する。

## 分類
同じミヤマスミレ亜節に分類されるシハイスミレに形態が似る。
以下の同属との雑種が知られている。
- フイリバスミレ（スミレ×フイリフモトスミレ） V. x doii Taken.[8]
- コマガタケスミレ（スミレ×フモトスミレ） Viola x doii Taken. nothof. kisokomana E.Hama et Nackej.[9]
- スルガキクバスミレ（エイザンスミレ×フモトスミレ） Viola x eizasieboldii Sugim. ex T.Shimizu[10]

## 種の保全状況評価
日本では以下の都道府県で、レッドリストの指定を受けている。静岡県の奥大井県立自然公園の特別地域などで、採取等を規制する植物の指定を受けている。
- 絶滅危惧IA類（CR） - 山形県[12]
- 絶滅危惧II類（VU） - 宮城県[13]
- Cランク - 岩手県[14]
- 準絶滅危惧種 - 京都府[15]
- 一般保護生物（D） - 千葉県[16]
- 分布特性上重要な種 - 鹿児島県